# Mariachi

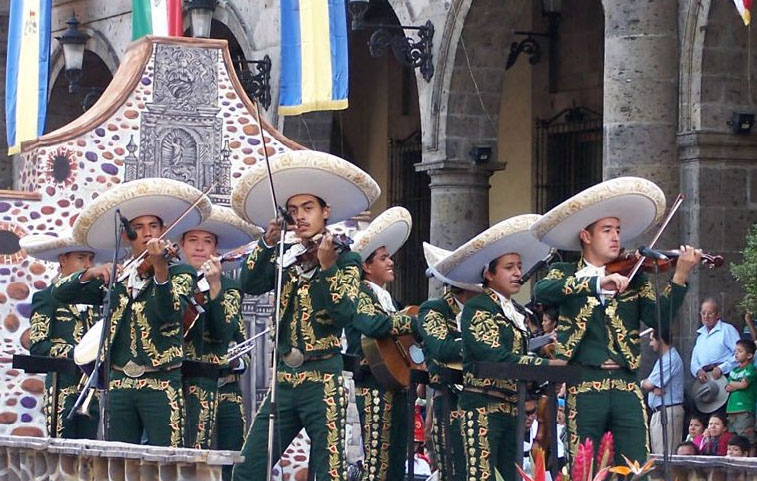
Mariachiorkest

Een mariachi is een Mexicaans (straat)orkest bestaande uit minstens twee violen, twee trompetten, gitaar of vihuela, gitarron en zangers. De naam mariachi wordt zowel gebruikt voor de orkesten als voor de muzieksoort die zij ten gehore brengen. Mariachi's gaan doorgaans gekleed in Mexico's nationale kledij, de outfit van de charro.
Mariachimuziek is in de 19e eeuw ontstaan, toen muziek van Spaanse theaterorkesten gecombineerd werd met Mexicaanse instrumenten. De muziek komt oorspronkelijk uit de westelijke deelstaat Jalisco, de staat waaruit ook Mexico's populairste mariachiorkest, Mariachi Vargas de Tecalitlán, afkomstig is. Nadat Vargas de Tecalitlán op uitnodiging van president Lázaro Cárdenas (1934-1940), die een fan van het orkest was, naar Mexico-Stad werd gehaald om op de inhuldiging van de president te spelen raakte de muziek over het hele land populair. In Mexico-Stad zijn een aantal plaatsen waar mariachi-orkestjes zich verzamelen en voordat ze zich laten inhuren voor feesten en toeristenvermaak in hotels, voor een min of meer vast tarief per nummer op verzoek liederen ten gehore brengen. Vooral het Garibaldiplein is bekend om zijn mariachi's. Op dat plein is het Museum van de Mariachi en de Tequila gevestigd.
In 2011 heeft de Mexicaanse mariachi een plaats gekregen op de lijst van immaterieel cultureel erfgoed van Unesco, de cultuurorganisatie van de Verenigde Naties. Op de Unesco-lijst, die in 2001 in het leven werd geroepen, staan tradities, traditionele kennis, festivals en cultuuruitingen die volgens de organisatie beschermd moeten worden voor het nageslacht.